# Падун, Леонид Николаевич
Леонид Николаевич Падун (род. 10 октября 1960, Сталино — украинский религиозный деятель.

## Биография
С января 1991 г. — пастор христианской церкви «Слово Жизни» (г. Донецк). В 1992 г. окончил учёбу в Библейском центре «Слово Жизни» в г. Уппсала (Швеция). В 2001—2002 гг. учился и закончил пасторские курсы при университете Орала Робертса (Оклахома, США). В 1993 г. был рукоположён в епископы, с того же времени возглавляет Украинскую христианскую евангельскую церковь. Является членом Всеукраинского совета церквей и религиозных организаций, Совета евангельских протестантских церквей Украины, Совета представителей христианских церквей Украины.
Женат, имеет двух сыновей.
в 2012 году принимал участие в распаде Церкви «Слово Жизни», после чего она была расколота. в 2014 году бросил свою паству и убежал в Киев. 